# (559) Nanon
(559) Nanon es un asteroide perteneciente al cinturón de asteroides descubierto el 8 de marzo de 1905 por Maximilian Franz Wolf desde el observatorio de Heidelberg-Königstuhl, Alemania.
Está nombrado por Nanon, un personaje de la opereta Die Wirtin vom Goldenen Lammdel del compositor austriaco Richard Genée (1823-1895).